# Mała Ośnica
Mała Ośnica (ukr. Мала Осниця) – wieś na Ukrainie w rejonie kamieńskim obwodu wołyńskiego.
W czasie okupacji niemieckiej mieszkająca tutaj polska rodzina Brunów ukrywała Żyda Dawida Pricentala. W 1980 roku Instytut Jad Waszem uhonorował za to tytułami Sprawiedliwych wśród Narodów Świata Zygmunta i Wandę Brunów oraz ich córki Alinę Hańko z d. Brun i Irenę Gomułkę z d. Brun.
Do 2020 w rejonie maniewickim.